# Hlače bermuda
Hlače bermuda (tudi bermudke) so kratke, skoraj dokolenske hlače. V 30. in 40. letih 20. stoletja je postalo otočje Bermudi zelo priljubljen počitniški kraj. Ker tamkajšnji krajevni zakoni ženskam niso dovoljevali, da bi kazale noge, so postale tam kmalu modno oblačilo kratke, do kolen segajoče hlače. Te so postale čez nekaj časa priljubljeno poletno oblačilo obeh spolov.